# Nomamyrmex hartigii
Nomamyrmex hartigii är en myrart som först beskrevs av John Obadiah Westwood 1842.  Nomamyrmex hartigii ingår i släktet Nomamyrmex och familjen myror. Inga underarter finns listade i Catalogue of Life.

## Bildgalleri

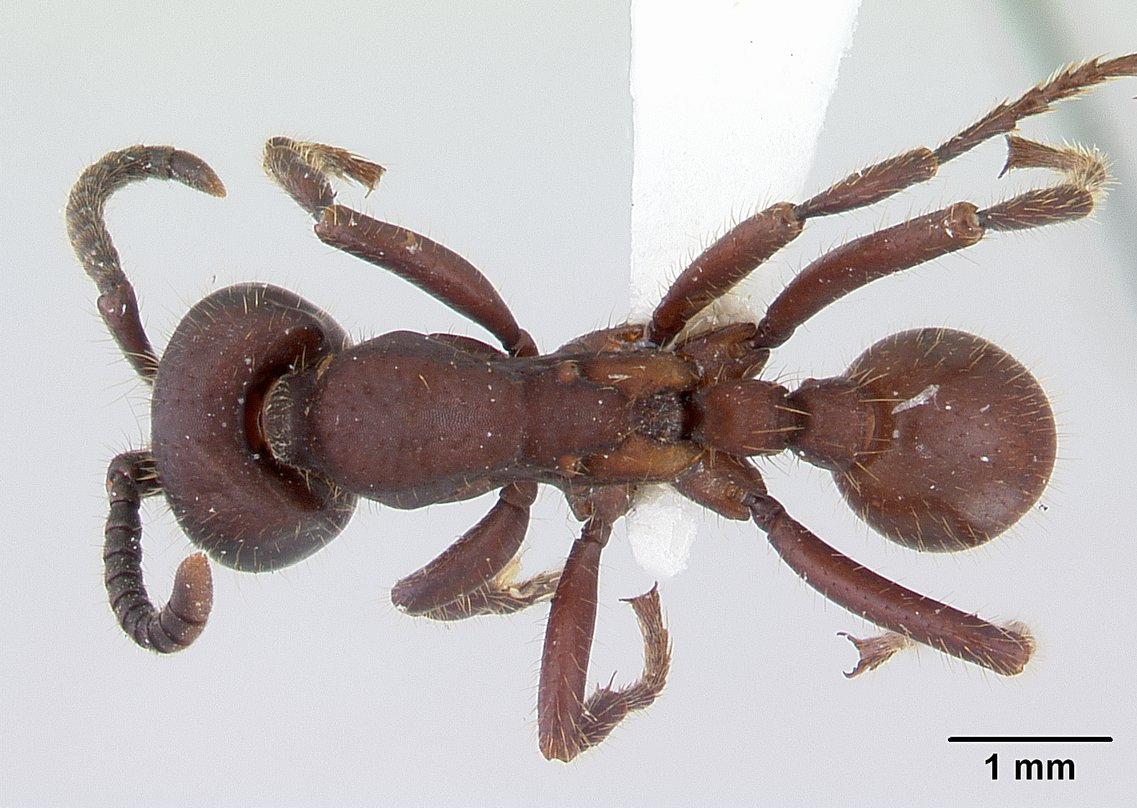
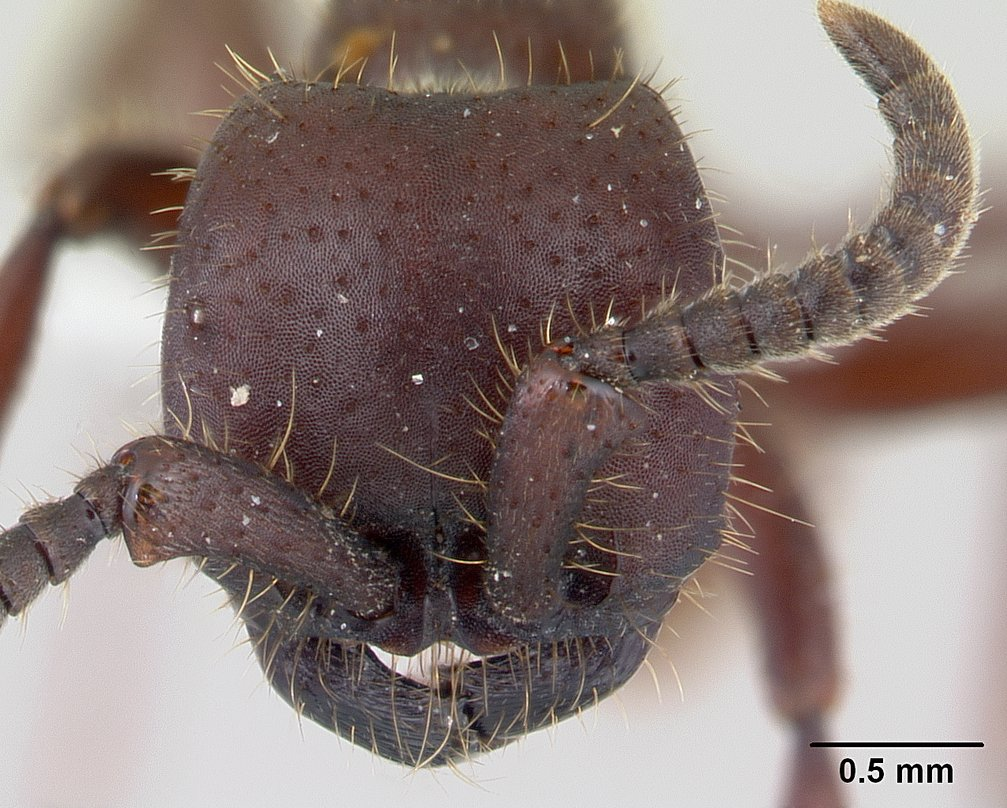
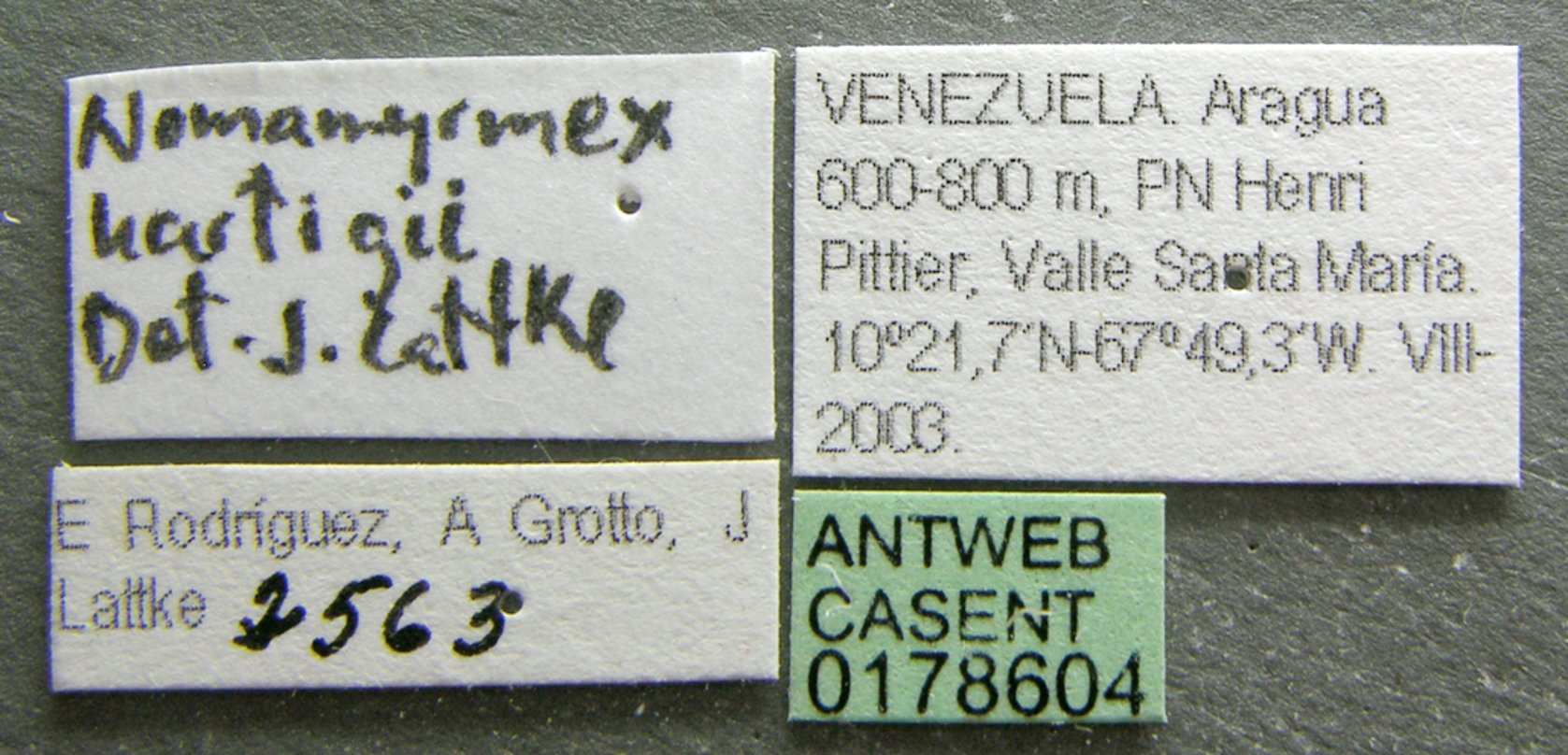
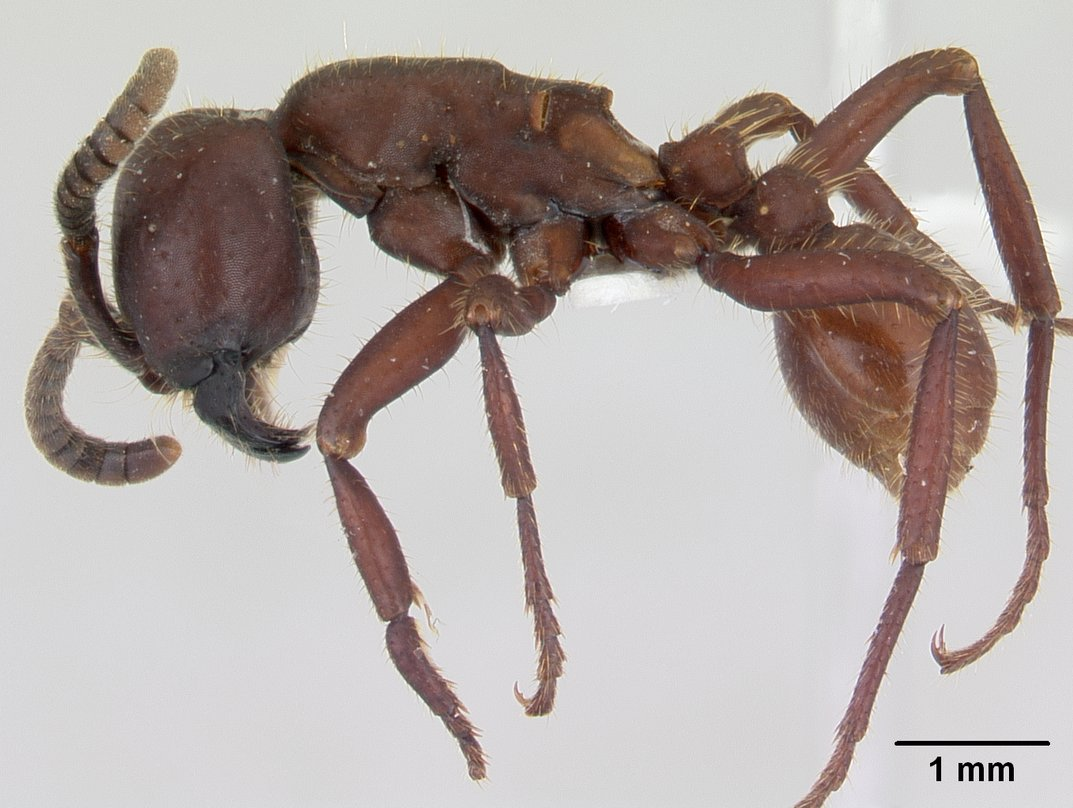
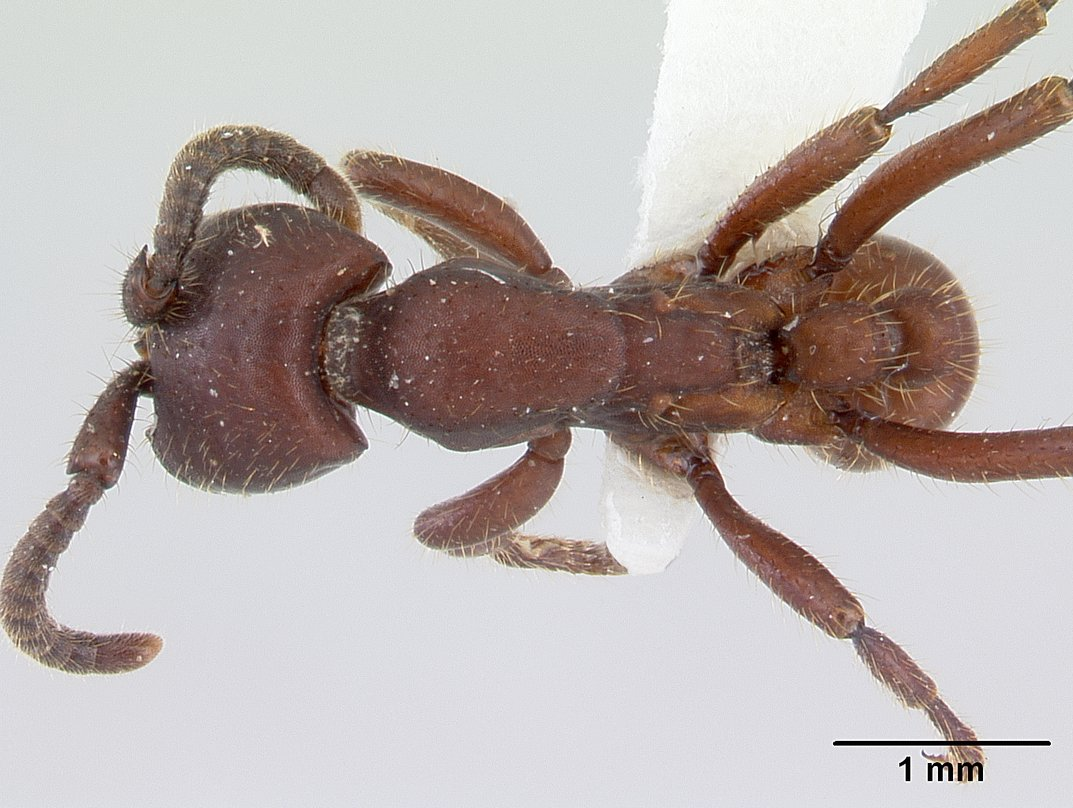
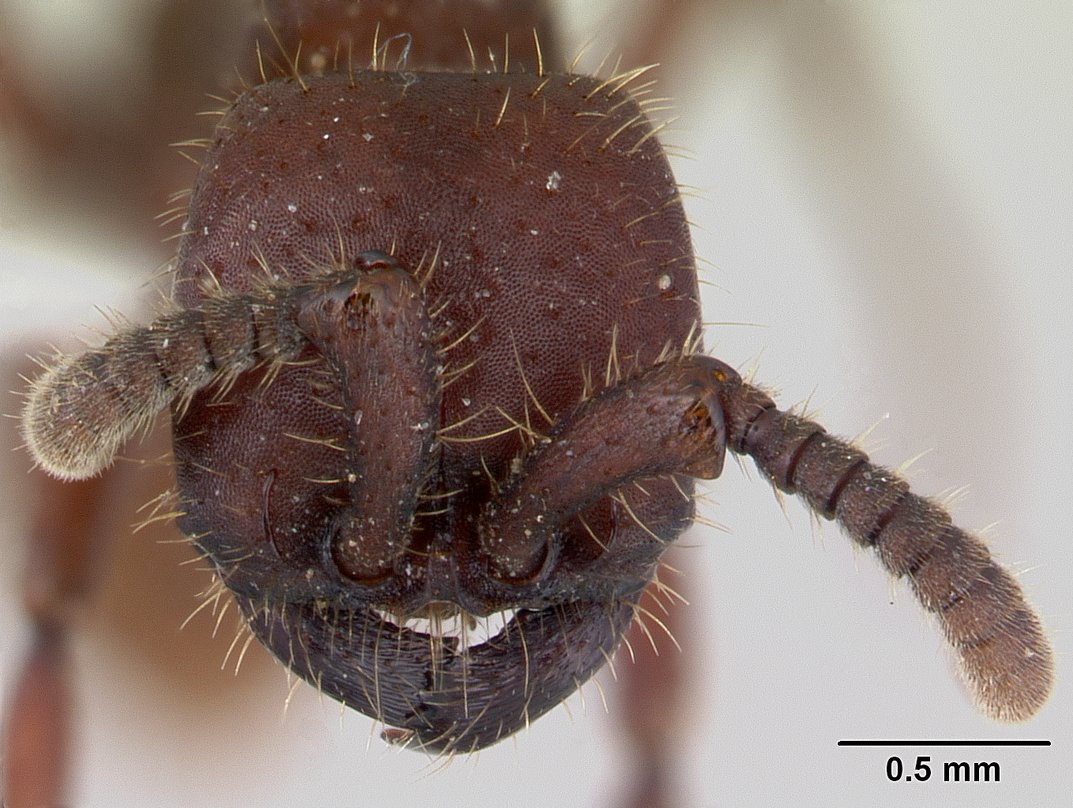